# Energijos skirstymo operatorius
Energijos skirstymo operatorius (ESO) (Энергиёс скирстимо операторюc — досл. с лит. — «Оператор распределения энергии») — литовская государственная энергетическая компания, образованная путём слияния компаний LESTO и «Lietuvos dujos» в 2016 году. Осуществляет распределение электроэнергии и природного газа, занимается эксплуатацией и обслуживанием сетей. Управляется государственной группой «Ignitis».

## История
Компания была создана 1 января 2016 года путём объединения государственных энергетических компаний АО LESTO и АО «Lietuvos dujos». Компании отошло всё имущество, права, обязательства и договоры предшественников.

## Имущество
Компания владеет более 125 тыс. км. электролиний и 9 тыс. км. газопровода.

## Акционеры и руководство
Основным акционером является государственная группа компаний «Ignitis», владеющая 94,98 % акций. Остальные акционеры в сумме владеют 5,02 % акций.
Руководство компании осуществляет правление, чей срок полномочий действителен до 26 декабря 2022 года..
- Миндаугас Кейзерис — председатель правления, генеральный директор;
- Аугустас Драгунас — член правления, директор службы финансов и администрирования;
- Овидиюс Мартинонис — член правления, директор службы развития сетей;
- Реналдас Радвила — член правления, директор службы услуг;
- Виргилиюс Жукаускас — член правления, директор службы эксплуатации сетей.

Наблюдательный совет состоит из 5 человек.